# Tizi Uzu

Tizi-Ouzou

Tizi Uzu (تيزي وزو; Tizi-Ouzou) é uma comuna da Argélia e capital do vilaiete de Tizi Uzu.